# Ernst Weiß (Politiker, 1911)

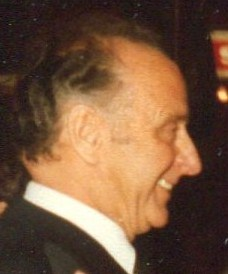
Ernst Weiß (1982)

Ernst Weiß (* 14. September 1911 in Hamburg; † 6. März 1998 ebenda) war ein deutscher Politiker (SPD) und langjähriger Sozialsenator in der Hamburgischen Bürgerschaft.

## Leben und Werk
Weiß wuchs in einfachen Verhältnissen im Hamburger Arbeiterstadtviertel Hammerbrook auf. Mit 16 ging er zur Sozialistischen Arbeiterjugend und wurde bald dort zum Vorsitzenden gewählt. 1930,  mit 19 Jahren, trat  er in die SPD ein.  Er war Malermeister von Beruf.
Nach Verfolgungen unter der nationalsozialistischen Herrschaft vertrat er die SPD in der Hamburgischen Bürgerschaft vom 18. August 1948 bis 1982. Von der Verfassungsänderung am 19. Februar 1971 bis zum 28. Juni 1978 ruhte sein Mandat wegen der Zugehörigkeit zum Senat. Von 1957 bis 1978 gehörte er dem Senat als Präses der Behörde für Arbeit und Soziales an. Damit war er der am längsten amtierende Senator der Hansestadt.

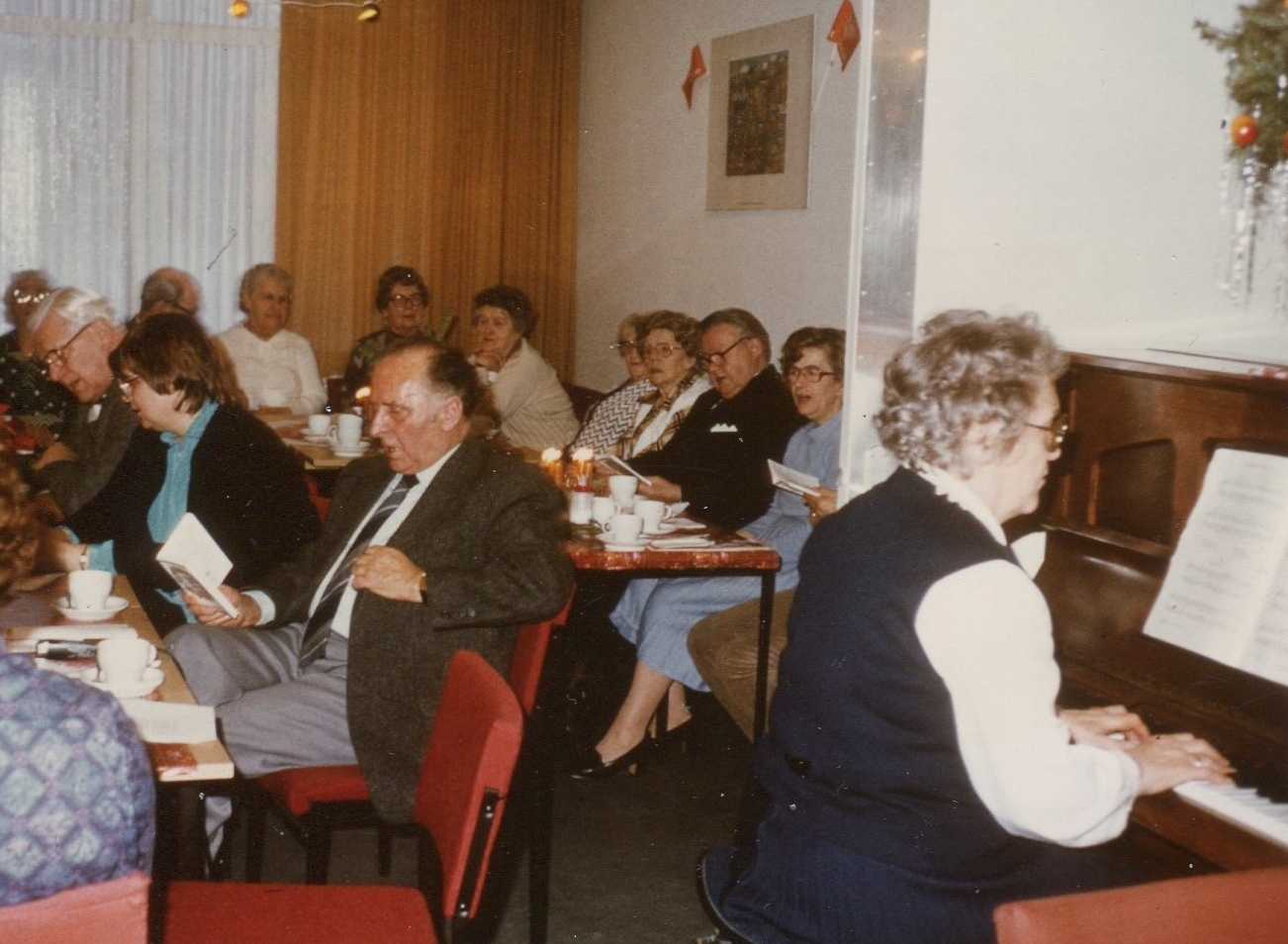
Senator Ernst Weiß bei der Weihnachtsfeier einer Altentagesstätte 1981

1968 wurde Ernst Weiß zusätzlich zum Vorsitzenden des SPD-Kreises Hamburg-Nord gewählt, dem zweitgrößten der sieben Hamburger SPD-Kreise. Seine Vorstandsriege war prominent besetzt, zu ihr gehörte Hans Apel, Peter Schulz, Hilde Ollenhauer, Hans-Ulrich Klose und Fiete Dethlefs. Ernst Weiß übte das Amt bis 1974 aus.
Als Senator engagierte sich erfolgreich für die Schaffung zahlreicher sozialer Einrichtungen in der Hansestadt. Nach dem Ausscheiden aus der Landesregierung 1978 wurde ihm die Bürgermeister-Stolten-Medaille, die höchste Auszeichnung Hamburgs nach der Ehrenbürgerwürde, verliehen. Nach ihm wurde das Ernst-Weiß-Haus in Hamburg-Wandsbek benannt. Es handelt sich um ein Heim mit einer Gartenanlage, das für speziell für blinde Senioren ausgestattet ist.
Ernst Weiß verstarb im Alter von 86 Jahren in seiner Geburtsstadt und wurde auf dem dortigen Friedhof Ohlsdorf im Bereich des Grabfeldes der Geschwister-Scholl-Stiftung im Planquadrat Bo 73 beigesetzt.